# Dianthus xylorrhizus
Dianthus xylorrhizus ist eine Pflanzenart aus der Gattung der Nelken (Dianthus) innerhalb der Familie der Nelkengewächse (Caryophyllaceae).

## Beschreibung

### Vegetative Merkmale
Dianthus xylorrhizus ist ein ausdauernder Halbstrauch, der Wuchshöhen von 5 bis 15 Zentimeter erreicht. Der Stängel ist kahl. Die Laubblätter sind gegenständig angeordnet. Die Grundblätter sind bei einer Breite von mehr als 4 Millimetern linealisch-länglich, flach und mehr oder weniger weich.

### Generative Merkmale
Die Blütezeit reicht von Mai bis Juni.
Die Blüten sind einzeln oder zu zweit, seltener zu dritt angeordnet. Die Blüte ist radiärsymmetrisch. Die meist vier, selten fünf oder sechs Außenkelchblätter sind braun, lederig, spitz oder zugespitzt und ungefähr ein Viertel so lang wie der Kelch. Der Kelch ist bei einer Länge von 20 bis 25 Millimetern sowie einem Durchmesser von 4 bis 5 Millimetern unter der Mitte am breitesten. Die Platte der Kronblätter ist 4 bis 6 Millimeter lang, kahl, schmutzig weiß und gezähnt oder fast ganzrandig.
Die Kapselfrucht öffnet sich mit vier Zähnen und entlässt die vielen Samen. Die Samen sind an einer Seite konkav.
Die Chromosomenzahl beträgt 2n = 30.

## Vorkommen
Dianthus xylorrhizus ist im westlichen Kreta in der Präfektur Chania endemisch. Sie wächst dort in Kalkfelsspalten in Höhenlagen von 300 bis 700 Metern.

## Taxonomie
Dianthus xylorrhizus wurde 1849 von Pierre Edmond Boissier und Theodor Heinrich Hermann von Heldreich in Boissier: Diagnoses Plantarum Orientalium novarum, Serie 1, Band 8, Seite 67 erstbeschrieben. Das Artepitheton xylorrhizus bedeutet „verholzte Wurzel“.